# فانيسا جيري
فانيسا جيري (بالإسبانية: Vanessa Jerí)‏ (و. 1979  م) هي ممثلة، وعارضة، ومقدمة تلفزيونية بيروفية، ولدت في ليما.

## وصلات خارجية
- فانيسا جيري على موقع IMDb (الإنجليزية)

- فانيسا جيري في قاعدة بيانات الأفلام على الإنترنت